# Amalia Assur
Amalia Assur (8 juin 1803 - 1889) a été la première femme dentiste en Suède.

## Biographie
Amalia Assur est née à Stockholm en tant que fille du dentiste juif Joel Assur, qui a été désigné comme l'un des premiers dentistes en Suède. Son frère est également devenu dentiste. Amalia Assur, qui ne s'est jamais mariée, a été éduquée en dentisterie par son père et devint son assistante dès le début. En tant que dentiste assistante, son poste était informel, et les autorités qu'elle avait pratiqué sans permis[pas clair]. En 1852, elle reçoit une dispense spéciale de l'Office royal de la santé (Kongl. Sundhetskollegiets) pour pratiquer de façon indépendante en tant que dentiste. À cette époque, la profession de dentiste était formellement interdite pour les femmes en Suède. Elle était active à Stockholm. Il faudra attendre 1861 pour que la profession de dentiste devienne officiellement ouverte aux femmes en Suède et voir Rosalie Fougelberg devenir la première femme à avoir été autorisée à pratiquer cette profession en toute légalité.